# Тур ДР Конго
Тур ДР Конго (фр. Tour de la RD Congo) — шоссейная многодневная велогонка, проходящая по территории Демократической Республики Конго с 2013 года.

## История
Гонка была создана в 2013 году при поддержке бывшего французского велогонщика, организатора некоторых африканских гонок Франсиса Дюкрё. Её первым победителем стал француз Медерик Клайн, участник нескольких Гранд-туров.
В 2016 году оргкомитет был вынужден по организационным причинам и соображениям безопасности изменить маршрут гонки после её начала, что привело к отстранению президента оргкомитета Сильвестра Мотайо.
В 2019 году время проведения гонки дважды переносилось (с конца июля на начало августа), что в свою очередь привело к сокращению дистанции до 6 этапов.
Маршрут включает от 6 до 8 этапов. Дистанции проходит преимущественно через города западной (Бома, Касангулу, Кенге, Киквит, Кимпесе, Матади, Мбанза-Нгунгу, Моанда, Сонгололо) и южной (Колвези, Ликаси, Лубумбаши) частей страны и реже в восточной части  страны (Гома, Кинду, Кисангани). Финиширует гонка в столице страны Киншасе. Общая протяжённость гонки превышает 700 км.
Гонка проводится в рамках национального календаря. Организатором выступает Федерация велоспорта ДР Конго (FECOCY). Помимо африканских команд из Бенина, Буркина-Фасо, Кот-д'Ивуара, Республик Конго, Руанды, Танзании, Того, Уганды также участвуют европейские команды из Бельгии, Германии, Нидерландов и Франции.

## Призёры
| Год  | Победитель            | Второй            | Третий          |
| ---- | --------------------- | ----------------- | --------------- |
| 2013 | Медерик Клайн         | Эмиль Бинтунимана | Геральд Конда   |
| 2014 | Хамиду Ямеого         | Ноэль Рише        | Жанвье Хади     |
| 2015 | Игор Силва            | Дарио Антониу     | Алексис Туртело |
| 2016 | Нильс ван дер Пейл    | Дэвид ван Эрд     | Рутгер Руландтс |
| 2017 | Брендан Джеймс Коул   | Ноэль Рише        | Рик Нобель      |
| 2018 | Якоб Буйк             | Жанвье Хади       | Матиас Сорго    |
| 2019 | Жан-Клод Нзафашванайо | Жан Руберва       |                 |